# Stevenia bertei
Stevenia bertei är en tvåvingeart som först beskrevs av Camillo Rondani 1865.  Stevenia bertei ingår i släktet Stevenia och familjen gråsuggeflugor.
Artens utbredningsområde är Italien. Inga underarter finns listade i Catalogue of Life.